# Dniprorudne
Dniprorudne (în ucraineană Дніпрорудне) este un oraș raional din raionul Vasîlivka, regiunea Zaporijjea, Ucraina. În afara localității principale, nu cuprinde și alte sate.

## Demografie
Componența lingvistică a orașului Dniprorudne
     Rusă (53,49%)
     Ucraineană (45,9%)
     Alte limbi (0,22%)
Conform recensământului din 2001, majoritatea populației orașului Dniprorudne era vorbitoare de rusă (53,49%), existând în minoritate și vorbitori de ucraineană (45,9%).